# Nina Simone at Town Hall
Nina Simone at Town Hall è un album live della cantante e pianista jazz Nina Simone, pubblicato dalla Colpix Records nel dicembre del 1959. Alcuni brani contenuti nel disco furono registrati di nuovo in studio.

## Tracce
Lato A
1. Black Is the Color of My True Love's Hair – 3:23 (Tradizionale)
2. Exactly Like You – 3:06 (Jimmy McHugh, Dorothy Fields)
3. The Other Woman – 2:52 (Jessie Mae Robinson)
4. Under the Lowest – 5:18 (Nina Simone)
5. You Can Have Him – 5:43 (Irving Berlin)

Lato B
1. Summertime (Instrumental) – 2:49 (DuBose Heyward, George Gershwin, Ira Gershwin)
2. Summertime (Vocal) – 2:39 (DuBose Heyward, George Gershwin, Ira Gershwin)
3. Cotton Eyed Joe – 2:51 (Tradizionale)
4. Return Home – 4:55 (Nina Simone)
5. Wild Is the Wind – 3:22 (Dimitri Tiomkin, Ned Washington)
6. Fine and Mellow – 3:18 (Billie Holiday, Arthur Herzog Jr.)

- Il brano Exactly Like You in alcune edizioni dell'LP è attribuito a Elmer Bernstein e Helen Shapiro
- Il brano Fine and Mellow in alcune edizioni dell'album è attribuito a Edward B. Marks

(in alcune edizioni Black Is the Colour of My True Love's Hair compare come ultima traccia)

## Musicisti
- Nina Simone - voce, pianoforte
- Jimmy Bond - contrabbasso
- Albert Heath - batteria